# Nationaal Park Bory Tucholskie
Nationaal Park Bory Tucholskie (Pools: Park Narodowy Bory Tucholskie) is een nationaal park in Polen en werd opgericht op 1 juli 1996. Het beslaat een oppervlakte van 46,13 km² aan bossen, meren, weilanden en veengronden. Het park ligt in het noordelijke deel van Polen, in de gemeente Chojnice in de woiwodschap Pommeren, in het hart van het Tucholabos, de grootste bosregio van Polen. Omgeven wordt het nationaal park door een groter beschermd gebied, genaamd Zaborski Landschapspark. Het Tucholas werd in 2010 door UNESCO erkend als biosfeerreservaat.
Het eerste voorstel zou het nationaal park 130 km² groot gemaakt hebben, maar na verschillende discussies met de lokale overheden werd beslist dat het nationaal park beperkt zou worden tot de zogenaamde "Zevenmerenstroom". De grond van het nationale park behoort nu tot de staat, en niet langer tot private individu's.

## Eigenschappen
Het gebied van het Tucholas werd geschapen door de Scandinavische gletsjer en voor het grootste deel is het bedekt met zandige vlaktes. Deze vlaktes zijn gediversifieerd door verscheidene duinen en meren. De meren zijn lang en smal en maken zo kanalen, waarvan de langste zelf 17 km lang is. De bodem van het park is van povere kwaliteit.
Er zijn meer dan 20 meren in het park, waarvan sommige nog authentiek zijn en over kristalblauw water beschikken (bijvoorbeeld Gacno Wielkie en Male, Nierybno, Gluche). In deze meren leven er zo'n 25 soorten vis.
Het nationale park is ook een vogelparadijs - er leven maar liefst 144 vogelsoorten in dit park. Het auerhoen – het parksymbool – kwam tot voor kort veel voor in dit park, voornamelijk in het Klosnowo Bosdistrict. Momenteel plannen de autoriteiten van het park om het auerhoen opnieuw in het park te introduceren. In het park komen ook zeer veel vleermuizen voor.

## Toerisme
De belangrijkste bezoekerscentra van het Tucholabos liggen bij de meren Charzykowskie en Karsinskie. In de afgelopen jaren werd agrotoerisme populair in deze streek, bijvoorbeeld in het dorp Swornegacie. De rivier Brda is populair voor kajaktochten.